# Анджей Джуба
А̀нджей Франч̀ишек Джу̀ба (на полски: Andrzej Franciszek Dziuba) е полски римокатолически духовник, професор по богословие, епископ на Ловишката епархия от 2004 година.

## Биография
Анджей Джуба е роден на 10 октомври 1950 година в Плешев. Завършва общообразователния лицей „Станислав Сташиц“ в родния си град. В периода 1969 – 1975 учи в Примасовата висша духовна семинария в Гнезно. Ръкоположен е за свещеник на 21 юни 1975 година от кардинал Стефан Вишински, примас на Полша, в Примасовата катедрала в Гнезно. Впоследствие служи като викарий в енорията „Св. Троица“ в Лобженица. Специализира морална теология в Люблинския католически университет (ЛКУ). През 1979 година защитава докторска дисертация на тема: „Миколай от Мошчиска, теолог моралист от XVII век“ (на полски: Mikołaj z Mościsk, teolog moralista XVII wieku). Специализира и в Академия Алфонсиана, част от Папския Латерански университет в Рим. След това работи в секретариата на полския примас (1984 – 2004) и преподава в ЛКУ (1989 – 2004) и в Униветситет „Кардинал Стефан Вишински“ във Варшава (1995 – 2004). В 1990 година се хабилитира, а от 1997 година носи научната титла професор. На 27 март 2004 година е номиниран за ловишки епископ от папа Йоан Павел II. Приема епископско посвещение (хиротония) на 22 май в Ловишката катедрала от кардинал Юзеф Глемб, примас на Полша, арх. Хенрик Мушински, гнезненски митрополит и Альойзи Оршулик, почетен ловишки епископ. Избран е за ръководител на Научния съвет на Полската епископална конференция.